# Granta
A Granta angol nyelvű irodalmi magazin az Egyesült Királyságban. 1889-ben a Cambridge-i Egyetem diákjai alapították, nevét a város folyójáról kapta. Az 1970-es években financiális okokból és az egyetemista szerzők lelkesedésének elapadása miatt a lap egy ideig szünetelt, míg végül 1979 szeptemberében sikerült újraéleszteni.

## Magyarul olvasható
- A Granta legjobb riportjai; ford. Barabás András; Osiris, Budapest, 1996 (Osiris könyvtár. Modern újságírás)

## A legjobb ifjú brit regényírók listája
1983-ban a Granta magazin nyilvánosságra hozott egy listát az általuk legjobbnak tartott 20 brit regényíróról. A sikerre való tekintettel ezt azóta tízévente megismétlik.
1983
- Martin Amis
- William Boyd
- Maggie Gee
- Kazuo Ishiguro
- Adam Mars-Jones
- Salman Rushdie
- Julian Barnes
- Ursula Bentley
- Pat Barker
- Buchi Emecheta
- Ian McEwan
- Shiva Naipaul
- Graham Swift
- Rose Tremain
- Clive Sinclair
- Alan Judd
- Philip Norman
- A. N. Wilson
- Christopher Priest
- Lisa St Aubin de Terán

1993
- Kazuo Ishiguro
- Hanif Kureishi
- Ben Okri
- Esther Freud
- Caryl Phillips
- Will Self
- Iain Banks
- Adam Lively
- Helen Simpson
- Tibor Fischer
- Nicholas Shakespeare
- Philip Kerr
- Lawrence Norfolk
- Louis de Bernières
- A. L. Kennedy
- Alan Hollinghurst
- Candia McWilliam
- Anne Billson
- Adam Mars-Jones
- Jeanette Winterson

2003
- Monica Ali
- Nicola Barker
- Rachel Cusk
- Peter Ho Davies
- Susan Elderkin
- Philip Hensher
- A. L. Kennedy
- Hari Kunzru
- Toby Litt
- David Mitchell
- Andrew O'Hagan
- David Peace
- Dan Rhodes
- Ben Rice
- Rachel Seiffert
- Zadie Smith
- Adam Thirlwell
- Alan Warner
- Sarah Waters
- Robert McLiam Wilson

2013
- Naomi Alderman
- Tahmima Anam
- Ned Beauman
- Jenni Fagan
- Adam Foulds
- Xiaolu Guo
- Sarah Hall
- Steven Hall
- Joanna Kavenna
- Benjamin Markovits
- Nadifa Mohamed
- Helen Oyeyemi
- Ross Raisin
- Sunjeev Sahota
- Taiye Selasi
- Kamila Shamsie
- Zadie Smith
- David Szalay
- Adam Thirlwell
- Evie Wyld